# انز (نامور)
انز (به لاتین: Onoz) یک منطقهٔ مسکونی در بلژیک است که در ژومپ-سور-سمبر واقع شده‌است. انز ۱۰۶ متر بالاتر از سطح دریا واقع شده‌است.